# Super Bowl XLI
Il Super Bowl XLI è stata la 41ª edizione del SuperBowl. Si è giocato il 4 febbraio 2007 al Dolphin Stadium di Miami, in Florida tra i campioni dell'American Football Conference (AFC), gli Indianapolis Colts e quelli della National Football Conference (NFC), i Chicago Bears, per decidere i campioni della National Football League (NFL) della stagione 2006. I Colts vinsero con un punteggio di 29-17.
Questa partita vide la presenza di due squadre che mancavano dalla finalissima da moltissimi anni. I Colts, che avevano terminato la stagione regolare con un record di 12-4, erano alla loro prima apparizione nel Super Bowl dal Super Bowl V nella stagione 1970 in cui la squadra era ancora a Baltimora; si spostò a Indianapolis nel 1984. Invece i Bears, che avevano guidato la NFC con un record di 13-3, erano alla loro prima apparizione dal Super Bowl XX nella stagione 1985. Inoltre, Lovie Smith dei Bears e Tony Dungy dei Colts furono i primi capi-allenatore afroamericani a raggiungere il Super Bowl.
Nel primo Super Bowl disputato in condizioni piovose, i Colts rimontarono uno svantaggio di 14–6 nel primo quarto infliggendo ai Bears un parziale di 23–3 negli ultimi tre quarti. Chicago stabilì il record del Super Bowl per la marcatura più veloce quando il kick returner Devin Hester ritornò il kickoff di apertura per 92 yard in touchdown. I Colts però forzarono 5 palloni persi degli avversari, incluso l'intercetto del cornerback Kelvin Hayden ritornato per 56 yard in touchdown, e il kicker di Indianapolis Adam Vinatieri segnò tre field goal. Il quarterback dei Colts Peyton Manning fu premiato come MVP del Super Bowl, completando 25 passaggi su 38 per 247 yard e un touchdown, con un intercetto e un passer rating di 81.8. Questo fu il primo titolo vinto da Manning dopo nove anni di carriera in cui era stato uno dei quarterback più forti della lega.

## Statistiche

### Statistiche a confronto
|                            | Indianapolis Colts | Chicago Bears |
| -------------------------- | ------------------ | ------------- |
| Punteggio                  | 29                 | 17            |
| Primi down                 | 24                 | 11            |
| Efficienza sui terzi down  | 8–18               | 3–10          |
| Efficienza sui quarti down | 0–1                | 0–1           |
| Yard totali                | 430                | 265           |
| Yard passate               | 239                | 154           |
| Passaggi comp-ten          | 25–38              | 20–28         |
| Yard a passaggio           | 6.3                | 5.5           |
| Yard corse                 | 191                | 111           |
| Corse tentate              | 42                 | 19            |
| Yard per corsa             | 4.5                | 5.8           |
| Penalità-yard              | 6–40               | 4–35          |
| Sack subiti                | 1                  | 1             |
| Palle perse                | 3                  | 5             |
| Fumble-persi               | 2–2                | 4–3           |
| Intercetti sub             | 1                  | 2             |
| Tempo di possesso          | 38:04              | 21:56         |

### Leader individuali
| Colts: passaggi  | Colts: passaggi | Colts: passaggi | Colts: passaggi | Colts: passaggi |
|                  | C/ATT*          | Yds             | TD              | INT             |
| ---------------- | --------------- | --------------- | --------------- | --------------- |
| Peyton Manning   | 25/38           | 247             | 1               | 1               |
| Colts: corse     |                 |                 |                 |                 |
|                  | Cara            | Yds             | TD              | LGb             |
| Dominic Rhodes   | 21              | 113             | 1               | 36              |
| Joseph Addai     | 19              | 77              | 0               | 14              |
| Colts: ricezioni |                 |                 |                 |                 |
|                  | Recc            | Yds             | TD              | LGb             |
| Joseph Addai     | 10              | 66              | 0               | 12              |
| Reggie Wayne     | 2               | 61              | 1               | 53              |
| Marvin Harrison  | 5               | 59              | 0               | 22              |
| Dallas Clark     | 4               | 36              | 0               | 17              |

| Bears: passaggi | Bears: passaggi | Bears: passaggi | Bears: passaggi | Bears: passaggi |
|                 | C/ATT*          | Yds             | TD              | INT             |
| --------------- | --------------- | --------------- | --------------- | --------------- |
| Rex Grossman    | 20/28           | 165             | 1               | 2               |
| Bears: passaggi |                 |                 |                 |                 |
|                 | Cara            | Yds             | TD              | LGb             |
| Thomas Jones    | 15              | 112             | 0               | 52              |
| Bears: passaggi |                 |                 |                 |                 |
|                 | Recc            | Yds             | TD              | LGb             |
| Desmond Clark   | 6               | 64              | 0               | 18              |
| Bernard Berrian | 4               | 38              | 0               | 14              |
| Muhsin Muhammad | 3               | 35              | 1               | 22              |
| Thomas Jones    | 4               | 18              | 0               | 14              |

*Passaggi completati/tentati
aPortate
bGiocata più lunga
cRicezioni

## Formazioni titolari
| Indianapolis      | Ruolo | Ruolo | Chicago            |
| ----------------- | ----- | ----- | ------------------ |
| ATTACCO           |       |       |                    |
| Reggie Wayne      | WR    | WR    | Muhsin Muhammad    |
| Tarik Glenn       | LT    | LT    | John Tait          |
| Ryan Lilja        | LG    | LG    | Ruben Brown        |
| Jeff Saturday     | C     | C     | Olin Kreutz        |
| Jake Scott        | RG    | RG    | Roberto Garza      |
| Ryan Diem         | RT    | RT    | Fred Miller        |
| Dallas Clark      | TE    | TE    | Desmond Clark      |
| Marvin Harrison   | WR    | WR    | Bernard Berrian    |
| Peyton Manning    | QB    | QB    | Rex Grossman       |
| Joseph Addai      | RB    | RB    | Thomas Jones       |
| Ben Utecht        | TE    | FB    | Jason McKie        |
| DIFESA            |       |       |                    |
| Robert Mathis     | LE    | LE    | Adewale Ogunleye   |
| Anthony McFarland | LDT   | LDT   | Tank Johnson       |
| Raheem Brock      | RDT   | RDT   | Ian Scott          |
| Dwight Freeney    | RE    | RE    | Alex Brown         |
| Rob Morris        | LOLB  | LOLB  | Hunter Hillenmeyer |
| Gary Brackett     | MLB   | MLB   | Brian Urlacher     |
| Cato June         | ROLB  | ROLB  | Lance Briggs       |
| Nick Harper       | LCB   | LCB   | Charles Tillman    |
| Jason David       | RCB   | RCB   | Nathan Vasher      |
| Antoine Bethea    | SS    | SS    | Chris Harris       |
| Bob Sanders       | FS    | FS    | Danieal Manning    |